# Kanton La Mothe-Saint-Héray
La Mothe-Saint-Héray is een voormalig kanton van het Franse departement Deux-Sèvres. Het kanton La Mothe-Saint-Héray maakte deel uit van het arrondissement Niort en telde 5325 inwoners (1999). Het werd opgeheven bij decreet van 18 februari 2014 met uitwerking op 22 maart 2015.

## Gemeenten
Het kanton La Mothe-Saint-Héray omvatte de volgende gemeenten:
- Avon
- Bougon
- Exoudun
- La Couarde
- La Mothe-Saint-Héray (hoofdplaats)
- Pamproux
- Salles
- Soudan